# Montrose (Missouri)
Montrose è un comune degli Stati Uniti d'America, situato nello Stato del Missouri, nella contea di Henry.